# Vassili Schneider
Pour les articles homonymes, voir Schneider.
Vassili Schneider est un acteur et producteur canadien, né le 9 janvier 1999 à Montréal (Canada, Québec).
Issue d'une famille de comédiens, il fait ses premiers pas au cinéma en 2008 dans le Tout est parfait d'Yves Christian Fournier. Cependant ce sont ses rôles successifs dans le drame Les Amandiers de Valeria Bruni Tedeschi et dans le film de cape et d'épée Le Comte de Monte-Cristo de Matthieu Delaporte et Alexandre de La Patellière qui le révèlent auprès du grand public et lui ouvre les portes du cinéma français.
En 2025, il fait ses débuts au théâtre dans la pièce La prochaine fois que tu mordras la poussière de Panayotis et Paul Pascot pour lequel il remporte le Molière de la révélation masculine

## Biographie

### Enfance
Vassili est né à Montréal le 9 janvier 1999, trois ans après l'installation de ses parents au Canada, d'une mère, Isabelle Schneider, pianiste et mannequin et d'un père, Jean-Paul Schneider, acteur, danseur classique et metteur en scène. Il est le benjamin d'une fratrie de cinq garçons, tous impliqués dans le milieu artistique : ses parents ont encouragé leurs enfants à s'intéresser aux arts dès leur plus jeune âge. Il a quatre frères : Vadim Schneider (1986-2003), Niels Schneider (né en 1987), Volodia Schneider (né en 1989) et Aliocha Schneider (né en 1993). Par ses frères, il est le beau-frère de l'actrice franco-belge Virginie Efira et de la chanteuse Charlotte Cardin.
Il s'intéresse très tôt aux arts, notamment au montage vidéo, à la peinture ou à la photographie.

### Carrière

#### Doublage
En 2024, dans une interview pour le journal Les Échos, il raconte : « Quand j'avais 6 ans, mon père nous a mis en contact, mes quatre frères et moi, avec un directeur de plateau de doublage, comme il nous aurait inscrits au foot ou à une autre activité. Jusqu'à l'adolescence, j'allais chaque semaine à l'école faire du doublage. » Il prête donc sa voix à Jaden Smith dans deux films, Karaté Kid et After Earth. Il continue le doublage jusqu’à l'âge de douze ans.

#### Cinéma
En 2015, sa première expérience au cinéma se fait avec le long-métrage de Philippe Lesage, Les Démons. L’année suivante, il joue dans le film d’Arthur Harari,  Diamant noir, où il incarne le héros plus jeune, celui-ci étant interprété par son frère Niels Schneider. La même année, Vassili joue le frère d’un personnage joué cette fois-ci par son autre frère Aliocha Schneider, dans La Nouvelle Vie de Paul Sneijder de Thomas Vincent.
Il a ensuite eu des rôles dans des séries comme HPI ou Mixte. Mais il commence à se faire découvrir en 2022 avec son rôle dans Les Amandiers de Valeria Bruni Tedeschi pour lequel il montera pour la première fois les marches du palais du Festival de Cannes. 
En 2022, il interprète Jean Jausion dans le téléfilm L'Histoire d'Annette Zelman pour lequel il reçoit le Prix jeune espoir masculin Adami du Festival de la fiction TV de la Rochelle.
L’année 2024 lui permet de se dévoiler au grand public avec le rôle d'Albert de Morcerf dans l'adaptation au grand succès du Comte de Monte-Cristo.

#### Théâtre
A l'automne 2024, il joue son premier rôle au théâtre dans l'adaptation du roman de Panayotis Pascot, La prochaine fois que tu mordras la poussière, qu'il interprète seul en scène au théâtre de la Porte-Saint-Martin et pour lequel il reçoit le Molière de la Révélation masculine le 28 avril 2025 .

#### Réalisation
En 2017, Vassili réalise un clip musical pour l’artiste québécois Kirouac. Par la suite il co-réalise, avec son frère Aliocha Schneider, certains clips de ce dernier.
Malgré la reconnaissance qu’il connaît en tant qu’acteur, il ne souhaite pas abandonner la réalisation et confie : « Je me suis donné comme objectif de réaliser un premier long-métrage avant mes trente ans. »
En automne 2024, il tourne son premier court-métrage, adapté d’un texte écrit de Raphaël Haroche tiré de son recueil Retourner à la mer, qui a gagné le prix Goncourt de la nouvelle en 2017.

## Filmographie

### Cinéma

#### Longs métrages
- 2008 : Tout est parfait d'Yves-Christian Fournier
- 2009 : Grande Ourse : La Clé des possibles de Patrice Sauvé : l’enfant
- 2009 : Lucidité passagère de Fabrice Barrilliet, Nicolas Bolduc, Julien Knafo et Marie-Hélène Panisset : Thierry
- 2015 : Les Démons de Philippe Lesage : François
- 2016 : Diamant noir d'Arthur Harari : Victor Ulmann jeune
- 2016 : La Nouvelle Vie de Paul Sneijder de Thomas Vincent : Nicolas Sneijder
- 2018 : Charlotte a 17 ans de Sophie Lorain : Olivier
- 2018 : Genèse de Philippe Lesage : Mikaël
- 2019 : À cœur battant de Keren Ben Rafael : Roméo, le baby-sitter
- 2022 : Notre-Dame brûle de Jean-Jacques Annaud : Caporal Sandro
- 2022 : Les Amandiers de Valeria Bruni Tedeschi : Victor
- 2023 : Le Vourdalak d'Adrien Beau : Piotr
- 2024 : Le Comte de Monte-Cristo de Matthieu Delaporte et Alexandre de la Patellière : Albert de Morcerf
- 2024 : Ni chaînes ni maîtres de Simon Moutaïrou : Baptiste
- 2025 : La Venue de l'avenir de Cédric Klapisch : Lucien
- 2026 : Les Misérables de Fred Cavayé : Marius

#### Courts métrages
- 2011 : Le Poids du vide d'Alain Fournier : Thomas
- 2013 : Istvan et la Truite à fourrure de Sophie Farkas Bolla : Istvan
- 2013 : Mes anges à tête noire de Juliette Gosselin et Florence Pelletier : William
- 2016 : Saint-Fuck d'Axel Laramée : Vincent
- 2018 : Phratrie de Jérémie Saindon :
- 2019 : L'Amour saignant de Rosalie Charrier : l'amoureux
- 2019 : Saint Laurent: Best Wishes de Nathalie Canguilhem
- 2020 : Toi, moi et l'autre d'Antoine Vigneault : Simon
- 2021 : Dans les parages de Paul Lefèvre : Vassili
- 2021 : Wuthering Cats : Floodland d'Andrea Danese
- 2022 : Les Primates de Mathis Raymond et Marguerite Thiam : Hélios

### Télévision
- 2017 : L'Âge adulte (série) : Rodrigue (2 épisodes)
- 2017 : On verra ça en post-prod ! (mini-série) : le stagiaire (1 épisode)
- 2018 : Ad Vitam de Thomas Cailley (série) : Virgil Berti jeune (6 épisodes)
- 2018 : Tactik (série) : Francis
- 2019 : États d'urgence de Vincent Lannoo (téléfilm) : Tristan
- 2020 : Possessions (série) : Eli
- 2021 : HPI (série) : Erwan Ribois (saison 1, épisode 2)
- 2021 : Mixte (série) : Joseph Descamps
- 2021 : Les Petits Meurtres d'Agatha Christie (série) : Antoine (saison 3, épisode 5)
- 2022 : L'Histoire d'Annette Zelman de Philippe Le Guay (téléfilm) : Jean Jausion

## Théâtre
- 2024-2025 : La prochaine fois que tu mordras la poussière, d'après Panayotis Pascot, mise en scène Paul Pascot, théâtre de la Porte-Saint-Martin, Paris, du 4 novembre 2024 au 8 mars 2025.

## Distinctions
- Molières 2025 : Molière de la révélation masculine pour La prochaine fois que tu mordras la poussière